# Músculo digástrico

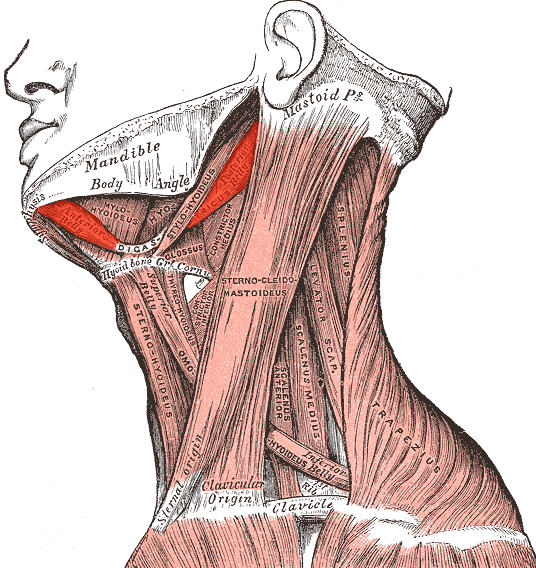
Diagrama dos músculos da região do pescoço e da mandíbula

Situa-se na região cervical anterior. Por apresentar-se dorsalmente ao osso hioide, é classificado entre os músculos supra-hioideos. Em conjunto, essa musculatura supra-hioidea constitui o assoalho da boca: sustenta o hioide, fornecendo uma base para a língua, e tem relação com a deglutição e produção do som.
O músculo digástrico, especificamente, é separado em projeções anteriores e posteriores por uma pequena junção tendinosa, que desce em direção ao hioide. A parte posterior é conectada por um forte tendão em direção à ponta do processo paraocciptal, enquanto anteriormente, o músculo insere pela superfície ventral da mandíbula. Uma alça fibrosa permite o movimento que o tendão se movimente anterior e posteriormente.
As duas projeções, anterior e posterior, tem origem embriológica distinta: respectivamente, são provenientes da musculatura relacionada ao 1° e 2° arcos faríngeos. Por esse motivo, não são inervadas pelo mesmo nervo craniano.
De maneira simplificada, pode-se dizer que o músculo digástrico participa da abertura da mandíbula.